# Eupalindia magnifica
Eupalindia magnifica là một loài bướm đêm trong họ Noctuidae.